# Vérignon
Vérignon (okzitanisch Verinhon) ist eine französische Gemeinde mit 8 Einwohnern (Stand 1. Januar 2022) im Département Var in der Region Provence-Alpes-Côte d’Azur. Sie gehört zum Kanton Flayosc im Arrondissement Brignoles.

## Geografie
Vérignon liegt in 850 m Höhe am Fuß der Hochebene Plan de Canjuers inmitten eines Eichenwaldes, der als einer der schönsten der Provence bezeichnet wird. Seit 1970 wurden 1500 ha des Gemeindelandes als Truppenübungsplatz requiriert. Hier entspringt das Flüsschen Combe, das zum Verdon entwässert.

## Geschichte
Die Hochebene Plan de Canjuers, an dessen Rand die Gemeinde liegt, bewahrt in ihrem von Campus Julii abgeleiteten Namen die Erinnerung an den Durchzug der Armee Julius Cäsars. In römischer Zeit führte die große Straße, die Fréjus und Riez verband, durch Vérignon. Vier antike Meilensteine wurden entdeckt. Auf der Ebene wurden auch zahlreiche prähistorische Versteinerungen gefunden, die zum großen Teil im Schloss von Vérignon aufbewahrt werden.
Nach Raoul Bérenguier ließen sich die Blacas, Herren von Aups, um das Jahr 1000 in Vérignon nieder und bauten dort ihre Burg, deren Ruinen nahe dem Schloss aus dem 18. Jahrhundert zu finden sind.

## Bevölkerung
Mit 8 Einwohnern ist Vérignon die kleinste selbständige Gemeinde des Départements Var. Im 19. Jahrhundert lebten noch etwa 120 Menschen im Ort.
| Jahr | Einwohner |
| ---- | --------- |
| 1962 | 50        |
| 1968 | 48        |
| 1975 | 17        |
| 1982 | 14        |
| 1990 | 26        |
| 1999 | 16        |
| 2008 | 15        |
| 2017 | 10        |

## Sehenswürdigkeiten
- Die Ruinen des mittelalterlichen Schlosses sind von einer Mauer umschlossen, die von runden Türmen und einem rechteckigen Wohnhaus im Norden der Anlage umfasst sind. Schießscharten dienten der Verteidigung der Burg. Zu Beginn des 18. Jahrhunderts wurde das Schloss wegen Wasserknappheit und mangelnder Bequemlichkeit aufgegeben.
- Das neue Schloss kann nicht besichtigt werden. Es wurde zu Beginn des 18. Jahrhunderts errichtet, als die alte Burg aufgegeben wurde. Das rechteckige Bauwerk ist in zwei Ebenen angelegt, auf denen sich eine Attika mit Regendach befindet. Auf der Rückseite des Hauptgebäudes stehen im rechten Winkel zwei Seitenflügel ab, die den Ehrenhof umrahmen. Das Schloss gehörte bis 1947 der Familie Blacas.
- Die Kirche Mariae Himmelfahrt ist die ehemalige Kapelle der feudalen Burg. Unter einem der Jungfrau Maria geweihten Altar befindet sich das Grab der Familie Blacas.
- Die Wallfahrtskapelle Notre-Dame de Liesse liegt in 991 m Höhe zwischen den Gemeinden Aups und Vérignon.
- Die Kapelle Saint Priest liegt auf 1066 m auf der Bergkette, auf der auch Notre-Dame de Liesse und das Oppidum des Verrucini liegt. Die Kapelle wurde im Jahr 1098 gebaut.

## Persönlichkeiten
Einige bekannte Vertreter der Familie Blacas d’Aulps wurden in Vérignon geboren:
- Pierre d’Aulps (1095–1099), der erste Vertreter der Familie war Teilnehmer des ersten Kreuzzuges.
- Pierre-Louis de Blacas d’Aulps (1771–1839), Berater Ludwigs XVIII
- Marie Thérèse Paule de Blacas d’Aulps (1864–1959)